# فردی مرتنس
فردی مرتنس (هلندی: Freddy Maertens؛ زادهٔ ۱۳ فوریهٔ ۱۹۵۲) رکابزن حرفه‌ای سابق اهل بلژیک است که در رشتهٔ دوچرخه‌سواری جاده فعالیت می‌کرد. او توانست دو بار قهرمان استقامت جادهٔ جهان (۱۹۷۶ و ۱۹۸۱) و یک بار برندهٔ ووئلتا اسپانیا (۱۹۷۷) شود. همچنین در ۳۶ مرحلهٔ گرند تورها و چندین مسابقهٔ یک‌روزه و مرحله‌ای پیروز شد. مرتنس هم‌دورهٔ ادی مرکس بود و هواداران و خبرنگاران بلژیکی میان این دو رکابزن، مردد بودند. زندگی او با بدهی  و الکل آمیخته شد و پرداخت یک بدهی مالیاتی برای او بیست سال به طول انجامید.

## زندگی شخصی
مرتنس در نیوپر زاده شد و به گفتهٔ همسرش کارین، فرزند زوجی از طبقهٔ متوسط بود که به شدت کار می‌کردند. مادرش مغازهٔ خواروبار و روزنامه‌فروشی داشت. پدرش نیز عضو شورای محلی بود و خشکشویی داشت. مرتنس سه برادر داشت که یکی از آن‌ها به نام ماریو نیز دوچرخه‌سوار حرفه‌ای بود. مرتنس به مدرسهٔ سنت برنادوس در نیوپر رفت و استعداد خود در یادگیری زبان‌ها را نشان داد. هنگامی که حرفه‌ای شد، افزون بر هلندی، زبان‌های انگلیسی، فرانسوی و ایتالیایی را می‌فهمید. سپس به دانشگاهی در اوستنده رفت.
مرتنس در یک جشن باشگاهی با کارین بروکرت آشنا شد. کارین در آن زمان ۱۵ ساله بود. آن دو در نوامبر ۱۹۷۳ ازدواج کردند و خانه‌ای در لمباردساید اجاره کردند.

## دوران آماتور
مرتنس نخستین مسابقهٔ خود را در سال ۱۹۶۶ در وستهوک انجام داد. گروه شامل رکابزنان ۱۷ و ۱۸ ساله بود و مرتنس در رکاب زدن به همراه گروه مشکل داشت. البته دومین مسابقه‌اش شرایط بهتری داشت. در سال ۱۹۶۸ گواهینامه دریافت کرد و در دستهٔ رکابزنان تازه‌کار ۲۱ پیروزی کسب کرد.
مرتنس از پدرش درخواست کرد به او اجازهٔ ترک مدرسه را بدهد تا در مسابقات نوجوانان شرکت کند. او در ۶۴ مسابقهٔ نوجوانان پیروز شد.
پدر مرتنس او را به مدرسهٔ ورزش فرستاد و فعالیت او را همواره زیر نظر داشت. او نگران بود که تمایلات مردانهٔ فردی او را از آمادگی دور کند. از جمله یک بار که او را در حال معاشقه با دختری دید، دوچرخه‌اش را دو نیمه کرد.

## دوران حرفه‌ای

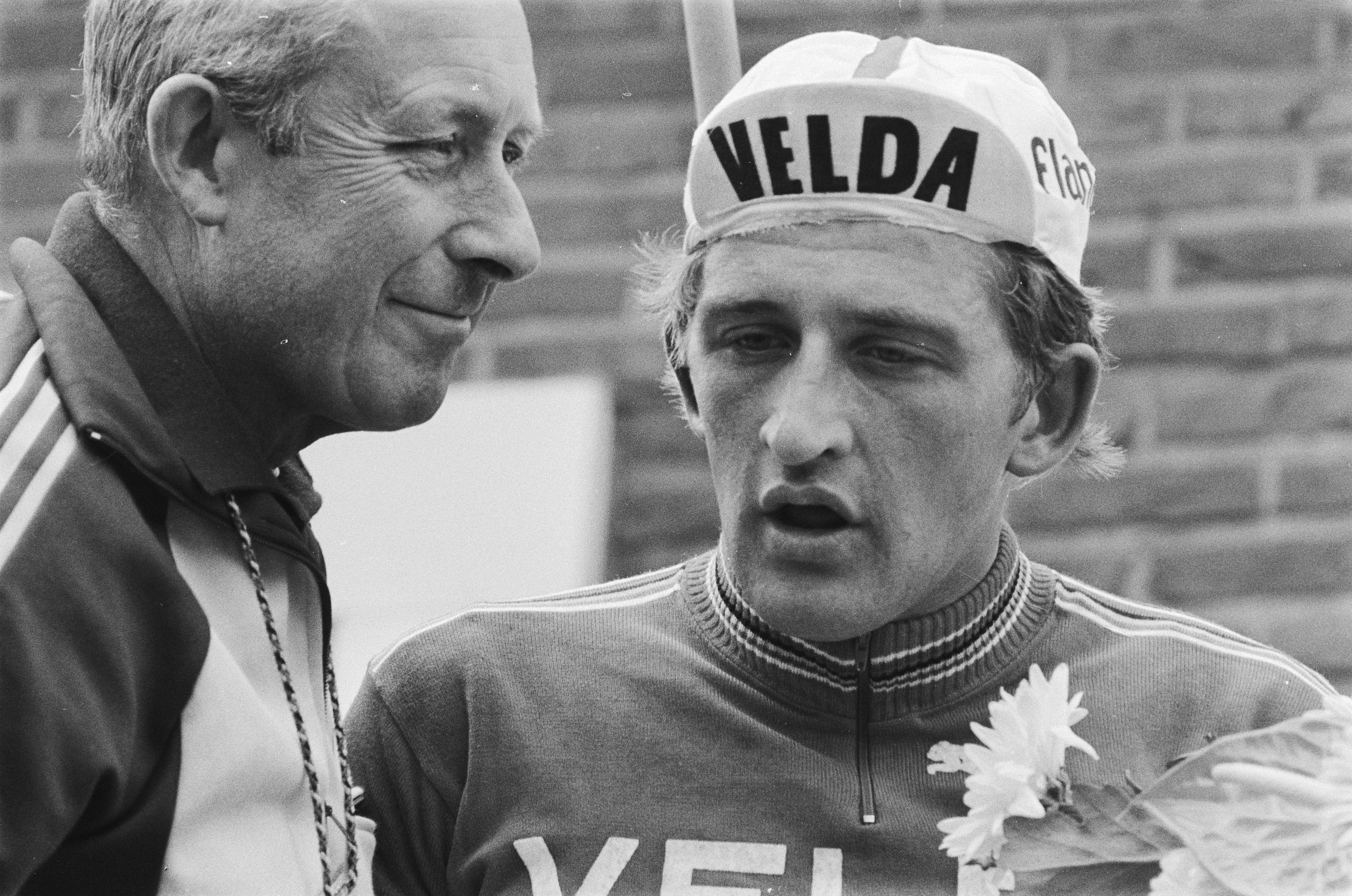
فردی مرتنس در تور فرانسه

مرتنس در ۵۰ مسابقهٔ آماتور پیروز شد؛ از جمله برندهٔ مسابقات قهرمانی کشور در ناندرن شد. در سال ۱۹۷۰ در مسابقات قهرمانی آماتور جهان دوم شد. در المپیک ۱۹۷۲ نیز در استقامت جادهٔ آماتور شرکت کرد. مرتنس در سال ۱۹۷۲ حرفه‌ای شد. ارنست کلناگو و ارکوله بالدینی به خانه‌اش رفتند تا پیشنهاد عضویت در تیم اس‌سی‌آی‌سی را به او دهند.
پدرش بیشتر تحت تأثیر پل کلایس که مالک دوچرخه‌سازی فلاندریا بود، قرار گرفت. کلایس با مربی‌اش بریک شوته به خانهٔ مرتنس رفت و او را ترغیب کرد که به تیم فلاندریا بپیوندد. کلایس امتیاز فروش دوچرخه‌های فلاندریا را به پدر مرتنس پیشنهاد کرد و خانواده به دلیل بیماری مادر، نیاز به امتیاز فروش داشتند.
کلناگو و بالدینی درآمد بیشتر و شروعی آهسته را پیشنهاد دادند؛ ولی در فلاندریا مرتنس سالانه در ۲۰۰ مسابقهٔ جاده، پیست و سیکلوکراس شرکت می‌کرد. او از سازماندهی نامناسب تیم فلاندریا رنج می‌برد و از وزن فریم‌های آن شکایت داشت. به جای فلاندریا فریم‌ها را از ایتالیا تهیه و آن‌ها را به رنگ فریم‌های فلاندریا رنگ‌آمیزی می‌کرد.

### مسابقات قهرمانی جهان ۱۹۷۳
مسابقه در ۲ سپتامبر در بارسلون برگزار شد. پیش از مسابقه مرتنس اعلام کرد علاقه‌ای به رکاب زدن برای مرکس ندارد. هواداران عصبانی مرکس نیز، به گفتهٔ مرتنس، شش بار روی پای او آب سرد ریختند.
مرکس در یک تپه فرار کرد. مرتنس که عدم تمایل سایر رکابزنان به دنبال کردن مرکس را دید، خودش به تعقیب او رفت. مرکس از  این که مرتنس در حال دزدیدن بخت قهرمانی او بود، عصبانی بود. مرتنس در مسابقهٔ سرعتی بهتر از مرکس بود. مرتنس و مرکس نتوانستند همکاری کنند و لوئیس اوکانیا و فلیچه جیموندی به آن دو رسیدند. مرتنس پذیرفت که از مرکس حمایت کند تا او برنده شود. ولی سرعت مرتنس بیش از اندازه‌ای بود که مرکس بتواند با او بماند. جیموندی پشت سر مرتنس قرار گرفت. مرتنس دیر متوجه شد و جیموندی پیروز شد.
دشمنی میان مرکس و مرتنس برای دهه‌ها پابرجا ماند تا این که در سال ۲۰۰۷ با ملاقات آن دو در هتلی در فرانسه به پایان رسید.

### مسابقات قهرمانی جهان ۱۹۷۶
مرتنس یکی از بخت‌های قهرمانی در اوستونی بود. او در شرایط خوبی بود و تیم بلژیک از او حمایت می‌کرد. مسابقه در مسیری تپه‌ای در هشت دور به مسافت ۲۸۸ کیلومتر برگزار می‌شد. نخستین فرارها در دور آخر آغاز شد. مرتنس در ۷ کیلومتری خط پایان به همراه تینو کونتی فرار کرد و توانستند به فرانچسکو موزر و یوپ سوتملک که پیشتر فرار کرده‌بودند، برسند. موزر دو بار حمله کرد و مرتنس با او ماند؛ در حالی که سوتملک و کونتی عقب ماندند. در نهایت، مرتنس پیروز شد.

### موفقیت‌ها
مرتنس غالباً از حمایت دو هم‌تیمی خود، مارک دمیر و میشل پولانتیه سود می‌برد. آنان مسیر او را در گروه رکابزنان باز می‌کردند. خبرنگاران آن‌ها را سه تفنگدار نامیدند.
در سال ۱۹۷۶ مرتنس برندهٔ هشت مرحلهٔ تور دو فرانس شد تا قهرمانی رده‌بندی امتیازی را به دست آورد. او این موفقیت را در سال‌های ۱۹۷۸ و ۱۹۸۱ تکرار کرد.
در بوئلتا آ اسپانیا ۱۹۷۷ مرتنس در ۱۳ مرحله پیروز شد و قهرمانی را به دست آورد. او در پرولوگ پیروز شد و از ابتدا تا انتهای مسابقه، رهبر رده‌بندی اصلی بود.
در همان سال در جیرو دیتالیا شرکت کرد و برندهٔ پرولوگ شد. مرتنس تا مرحلهٔ پنجم رهبر مسابقه بود و سپس آن را به موزر داد. تا مرحلهٔ هشتم، مرتنس در هفت مرحله پیروز شده‌بود. در بخش دوم این مرحله، مرتنس در نزدیکی خط پایان با ریک فان لیندن برخورد کرد و مچ دستش شکست. بنابراین مجبور شد از جیرو کناره‌گیری کند.
در سال‌های ۱۹۷۹ و ۱۹۸۰ مرتنس هیچ موفقیتی کسب نکرد و در مسابقات بزرگ، معمولاً در سربالایی‌های بی‌اهمیت عقب می‌افتاد یا پس از ۱۰۰ کیلومتر، از مسابقه خارج می‌شد. در سال ۱۹۸۱ به رقابت بازگشت و در مسابقات قهرمانی جهان در پراگ پیروز شد. او جلوتر از جوزپه سارونی و برنار اینو از خط پایان گذشت.
یک سال بعد، دوباره افول کرد و تنها در مسابقات کم‌اهمیت می‌درخشید تا بتواند بدهی‌های مالیاتی را پرداخت کند. او از عنوان قهرمانی خود در مسابقات قهرمانی جهان ۱۹۸۲ دفاع نکرد و اعلام کرد زانویش مصدوم شده‌است.
افزون بر گرند تورها مرتنس در چند مسابقهٔ مرحله‌ای از جمله پاریس–نیس، چهار روزه دانکرک، تور آندلس، تور بلژیک، تور لوکزامبورگ، تور ساردنی و تور کاتالونیا قهرمان شد.
با وجود این که مرتنس رکابزنی سرعتی بود، هرگز نتوانست یادبودهای کلاسیک را فتح کند. هرچند در تور فلاندر ۱۹۷۳ و لیژ–باستون–لیژ ۱۹۷۶ دوم شد که نزدیک‌ترین فرصت او برای قهرمانی یادبودها بود.

## مشکلات مالی
مرتنس و همسرش در مسائل مالی بی‌تجربه بودند. به گفتهٔ کارین، هنگامی که همسرش به اوج دوران حرفه‌ای رسید، پول سرازیر شد. مرتنس درآمد دوران فعالیتش را حدود ۱۰ تا ۱۵ میلیون فرانک فرانسه تخمین زد. به گفتهٔ همسرش، حامیان مالی، مربیان، حسابداران، ممیزان مالیاتی و مشاوران مالی با چرب‌زبانی و تملق‌گویی، اعتماد مرتنس و همسرش را به خود جلب می‌کردند. مرتنس ویلای بزرگی ساخت و برای آن پول زیادی قرض گرفت. در تجارت‌هایی سرمایه‌گذاری می‌کرد که چیزی درباره‌شان نمی‌دانست. در نهایت در شرایطی قرار گرفت که ویلایی شیک داشت؛ ولی هیچ پولی نداشت.
در سال ۱۹۷۸ مرتنس تنها نیمی از مبلغ قرارداد خود را دریافت کرد. در سال ۱۹۷۹ نیز هیچ درآمدی به او پرداخت نشد. او پول زیادی را به دلیل اعتماد به دیگران برای سرمایه‌گذاری از دست داد. از جمله در تجارت مبلمان ۷۵۰ هزار فرانک از پولش به دلیل آتش‌سوزی از بین رفت. در آن زمان با مأموران مالیاتی نیز درگیر بود. در نهایت، خانه، خودرو و اثاث خود را از دست داد. طبق محاسبهٔ خودش ۳۰ میلیون فرانک مالیات برایش بریده شد. مدت‌های طولانی بیکار بود و همسرش در خانه‌های مردم کار می‌کرد. این مشلات برای ۳۰ سال ادامه داشت تا این که در ۱۰ ژوئن ۲۰۱۱ از هم جدا شدند.

## بازنشستگی
مرتنس در سال ۱۹۸۷ در ۳۵ سالگی بازنشسته شد. او این تصمیم را در یک تمرین در شرایطی که دیگر تمایلی به تمرین در باد و باران فلاندر نداشت، اتخاذ کرد. پس از بازنشستگی به فروشندگی برای شرکت پوشاک سوئیسی آسوس روی آورد. با نامنظم شدن پرداخت‌ها از آسوس جدا شد. سپس از ورزش فاصله گرفت و وزنش تا ۱۰۰ کیلوگرم رسید. در سال ۲۰۰۰ نگهبان موزهٔ ملی دوچرخه‌سواری بلژیک در روسلاره شد. مرتنس اکنون در موزهٔ تور فلاندر در اودنرد اشتغال دارد.

## نتایج در گرند تورها
ووئلتا اسپانیا
۱۹۷۷
 قهرمان رده‌بندی اصلی
قهرمان رده‌بندی امتیازی
پیروزی در ۱۳ مرحله
جیرو دیتالیا
۱۹۷۷ پیروزی در ۷ مرحله
تور دو فرانس
۱۹۷۶
هشتم رده‌بندی اصلی
 قهرمان رده‌بندی امتیازی
پیروزی در ۸ مرحله
۱۹۷۸
سیزدهم رده‌بندی اصلی
 قهرمان رده‌بندی امتیازی
پیروزی در ۲ مرحله
۱۹۸۱
رتبهٔ ۶۶ رده‌بندی اصلی
 قهرمان رده‌بندی امتیازی
پیروزی در ۵ مرحله